# Rhynchostegium santaiense
Rhynchostegium santaiense là một loài Rêu trong họ Brachytheciaceae. Loài này được (Broth. & Paris) Broth. miêu tả khoa học đầu tiên năm 1925.